# ドナルドのいたずらばち
『ドナルドのいたずらばち』（原題：Bee at the Beach）は、ウォルト・ディズニー・プロダクション（現：ウォルト・ディズニー・カンパニー）が製作した1950年10月13日公開のアニメーション短編映画作品。ドナルドダック・シリーズの第95作である。

## あらすじ
大勢のパラソルがある海へとやってきたみつばちのスパイクは自分の場所を探していた。するとそこに空席が。しかし、ドナルドに場所を取られてしまい、仕方なくその横で過ごすこととなる。スパイクは日光浴を始めるのだが、ドナルドの敷いたシートの上に被さったり、泳いできた時に拭いたタオルを搾った水がかかったり、さらには砂を払ったのがかかったりして散々な目に。怒ったスパイクは砂をかけたり、ジュースを飲んでいたストローを穴だらけにしたりなどしてドナルドに報復を始めるが、ジュースの中に閉じ込められてしまう。ドナルドは海へ折りたたみ式の小さなボートを浮かべて遊び始める。
ジュースの中から脱出したスパイクはなおも報復を始め、ボートの空気を抜いたり、穴を開けたりし、さらにはサメたちをけしかける。ドナルドは食べられまいと逃亡と抵抗をし、遂にはパラソルの布の部分で空を飛んで空中を逃げ回り始めた。スパイクは望遠鏡でサメたちから逃げ回るドナルドの姿を見て大笑いするのであった。

## スタッフ
- 製作：ウォルト・ディズニー
- 脚本：ニック・ジョージ、ビル・ベルク
- 音楽：ジョセフ・S・デュビン
- レイアウト：イェール・グレイシー
- 原画：ボブ・カールソン、ビル・ジャスティス、ジャッジ・ウィテカー
- 背景：ラルフ・ヒューレット
- 監督：ジャック・ハンナ

## 登場キャラクター
| キャラクター   | 原語版               | 旧吹き替え版 | 新吹き替え版 |
| -------------- | -------------------- | ------------ | ------------ |
| ドナルドダック | クラレンス・ナッシュ | 関時男       | 山寺宏一     |
| スパイク       | -                    | -            | -            |
| ナレーター     | ?                    | 江原正士     | ?            |

## 日本での公開

### 収録
- 『ゆかいな仲間たち　ドナルド大好き!』（VHS、ブエナ・ビスタ・ホーム・エンターテイメント、新吹き替え版）
- 『ドナルドダック・クロニクル Vol.3 限定保存版』（DVD、ブエナ・ビスタ・ホーム・エンターテイメント、新吹き替え版）